# Кобилецький Іван Іванович
Іван Іванович Кобилецький (нар. 10 серпня 1916 — 24 липня 1986) — радянський військовий льотчик, Герой Радянського Союзу (1946), у роки німецько-радянської війни заступник командира 53-го гвардійського винищувального авіаційного Сталінградського ордена Леніна полку 1-ї гвардійської винищувальної авіаційної дивізії 16-ї повітряної армії 1-го Білоруського фронту, гвардії майор.

## Біографія
Народився 10 серпня 1916 року в місті Бірзула (нині Подільск Одеської області України) в сім'ї робітника. Українець. Член КПРС з 1941 року. Закінчив сім класів неповної середньої школи в Котовську. З 1930 року жив в Оренбурзі, де закінчив школу фабрично-заводського учнівства. Працював слюсарем, кочегаром і помічником машиніста паровоза на станції Оренбург.
У 1936 році призваний до лав Червоної Армії. У 1938 році закінчив Оренбурзьку військову авіаційну школу пілотів. Брав участь у національно-визвольній війні китайського народу проти японських загарбників. У боях німецько-радянської війни з червня 1941 року. Воював на Південно-Західному, Донському, Центральному, 1-му Білоруському фронтах. Брав участь в обороні Києва, в Сталінградській і Курській битвах, відвоюванні України, Білорусі, визволені Польщі, розгромі ворога на території Німеччини. Був важко поранений.
Указом Президії Верховної Ради СРСР від 15 травня 1946 року за 465 бойових вильотів, участь в 94 повітряних боях, 15 особисто збитих літаків супротивника і 9 в групових боях і проявлені при цьому доблесть і мужність гвардії майору Івану Івановичу Кобилецькому присвоєно звання Героя Радянського Союзу з врученням ордена Леніна і медалі «Золота Зірка» (№ 2872).

Могила Івана Кобилецького

З вересня 1948 року підполковник І. І. Кобилецький — у відставці через хворобу. Працював слюсарем-лекальщиком, старшим контрольним майстром, інженером. Жив у Києві. Помер 24 липня 1986 року. Похований в Києві на Лук'янівському військовому кладовищі.

## Відомі перемоги в повітрі[1]
| Дата       | Літак супротивник | Місце бою                   |
| ---------- | ----------------- | --------------------------- |
| 17.08.1942 | Bf-109            | Калач                       |
| 17.08.1942 | Bf-109            | Калач                       |
| 07.06.1943 | FW-190            | на схід від Покровське      |
| 07.06.1943 | Bf-109            | Воронець                    |
| 18.07.1944 | FW-190            | на південь від Любомль      |
| 19.07.1944 | FW-190            | на піденний захід від Штунь |
| 22.07.1944 | FW-190            | Вижсковіськ                 |

## Нагороди
Нагороджений двома орденами Леніна, двома орденами Червоного Прапора, орденом Олександра Невського, орденом Вітчизняної війни 1-го ступеня, орденом Червоної Зірки, медалями.